# 9 Lives
9 Lives je debitantski album američke pjevačice Kat Delune izdan 7.  kolovoza 2007. godine u izdanju Epic Recordsa. Album je mješavina žanrova; pop, dance, urban, latin i reggae-dancehall.